# Astrid Eichler
Astrid Eichler (* 14. August 1958 in Ludwigslust, Mecklenburg-Vorpommern, Deutsche Demokratische Republik) ist eine deutsche evangelische Theologin, Seelsorgerin, Referentin und Autorin. Sie war von 1988 bis 2013 Pfarrerin der Evangelischen Kirche Berlin-Brandenburg-schlesische Oberlausitz (EKBO) und leitete fünfzehn Jahre lang ein von ihr gegründetes Netzwerk für Singles.

## Leben und Wirken
Eichler wuchs als Tochter eines lutherischen Pastors in Mecklenburg-Vorpommern in der Deutschen Demokratischen Republik auf. Als bekennender Christin war es ihr verwehrt, das Abitur zu machen, deshalb erlernte sie bei Potsdam den Beruf der Krankenschwester. Von 1982 bis 1986 studierte sie auf dem Zweiten Bildungsweg Evangelische Theologie am Berliner Paulinum. Geistliche Prägung erhielt sie auch durch Pfarrer Peter Fischer des Julius-Schniewind-Hauses bei Magdeburg. Nach der Ordination 1988 arbeitete sie bis 2004 zunächst als Vikarin, dann als Pfarrerin der Evangelischen Kirchengemeinde Buchholz in kleinen Landgemeinden in der Prignitz. Danach war sie bis 2011 mit kirchlichem Auftrag in der Gefängnisseelsorge in Berlin tätig und lebte in dieser Zeit in einer Kommunität.
2006 verstärkte sie mit der Veröffentlichung ihres Buches Es muss was anderes geben: Lebensperspektiven für Singles die überkonfessionelle Arbeit unter christlichen Alleinstehenden im deutschsprachigen Raum. Schon 2009 gründete sie in Berlin das Netzwerk „Es muss was Anderes geben“ (EmwAg) – heute „Solo&Co“, einer vor allem unter Frauen verbreiteten Arbeit für Singles. Dort arbeitete sie bis zu ihrem Ruhestand 2024 im Leitungsteam, ab 2011 als Bundesreferentin und bis 2019 im Vorstand des Trägervereins.
Von 2000 bis 2002 engagierte sie sich ehrenamtlich als Präsidentin der christlich orientierten Prignitzer Kuckuck Kickers. Von 2011 bis 2013 absolvierte sie in der Schweiz eine Fortbildung „Kontemplation und Beratung“ und erwarb 2015 die Zertifizierung zur „persolog“-Trainerin. Von 2012 bis 2022 war sie Mitglied des Hauptvorstandes der Deutschen Evangelischen Allianz. 2013 trennte sie sich von der EKBO.
Eichler schreibt seit 1995 für das Magazin „Aufatmen“ der „bvMedia Christliche Medien GmbH“, einer Tochter des SCM Bundes-Verlages in Witten. Seit 2019 schreibt sie zudem für die Evangelische Nachrichtenagentur idea eine Single-Kolumne.
Sie entstammt der Familie Martin Luthers, über dessen jüngste Tochter Margarethe sie mütterlicherseits in 15. Generation verbunden ist und lebt in Dallgow-Döberitz.

## Veröffentlichungen
- Gott will, dass wir leben, SCM R. Brockhaus, Wuppertal 2001, ISBN 978-3-417-24431-1.
- Gott hat gewonnen: unsere Grenzen sind seine Möglichkeiten, SCM R. Brockhaus, Wuppertal 2003, ISBN 978-3-417-24461-8.
- Es muss was anderes geben: Lebensperspektiven für Singles, SCM R. Brockhaus, Wuppertal 2006, ISBN 978-3-417-26703-7; 5. erw. Auflage 2014, ISBN 978-3-417-26573-6.
  - Povolání k životu bez manželství (tschechisch), Návrat Dom°u, Praha 2009, ISBN 978-80-7255-198-9.
- Es gibt was Anderes!: gemeinschaftliches Leben für Singles und Familien (mit Thomas und Irene Widmer-Huber), SCM R. Brockhaus, Wuppertal 2010, ISBN 978-3-417-26347-3.
- Friede, Freude – Pustekuchen!: wie uns die Bibel hilft, Konflikte zu bewältigen, SCM R. Brockhaus, Wuppertal 2015, ISBN 978-3-417-26660-3.

als Mitautorin
- Christoph Morgner (Hrsg.): Ich schenke euch ein neues Herz und lege einen neuen Geist in euch. Das Lesebuch zur Jahreslosung 2017, Brunnen Verlag, Gießen 2016, ISBN 978-3-7655-4295-4.